# 赤穗向日葵
赤穗向日葵（日语：／ Akaho Himawari，1998年8月28日—）来自石川县七尾市，是一名日本女子篮球运动员，场上位置是得分后卫。她的父母、姐姐、哥哥和妹妹都从事篮球运动，其中父亲赤穗真是1995年夏季世界大学生运动会银牌得主，姐姐赤穗樱则曾在2014年亚洲运动会上获得铜牌，双胞胎哥哥赤穗雷太也是B聯賽球员。她在小学三年级时开始练习篮球，中学时离开家乡，前往千叶县昭和学院就读，她在那里见识到学校篮球队的高水平后，便开始更加认真地训练。高中毕业后，她进入Denso Iris篮球俱乐部，成为职业球手。